# Dizeugaratos
Un dizeugaratos (en grec byzantin διζευγαράτος/dizeugarátos) désigne dans la documentation fiscale byzantine un paysan propriétaire de deux zeugaria, unité économique et fiscale correspondant à une paire de bœufs : c'est donc le propriétaire d'un double train de labour.
Cette catégorie, plus rare que celle de zeugaratos, est utilisée par le fisc byzantin pour calculer l'impôt sur les personnes physiques en se fondant sur la valeur fiscale du cultivateur déterminée d'après les moyens de production dont il dispose — essentiellement la possession ou non d'un train de labour. L'impôt est ensuite fixé à 1/24 de cette valeur, qui est largement arbitraire : dans un acte de Lavra daté de 1104, le dizeugaratos est traité de la même façon qu'un simple zeugaratos.